# هيرمافيل
هيرمافيل (بالفرنسية: Hermaville)‏ هي بلدية تقع في إقليم باد كاليه من منطقة نور با دو كاليه في شمال فرنسا. تبلغ مساحة هذه المدينة 6.32 (كم²)، وترتفع عن سطح البحر 94 م، يبلغ عدد سكانها 536 نسمة حسب إحصاء المعهد الوطني للإحصاء والدراسات الاقتصادية سنة 2009 م. وترأس Michel Accart البلدية خلال فترة (2008-2014).